# Asilo (refugio)
Un asilo es un santuario o lugar de refugio que pone a un criminal al abrigo de las persecuciones de la justicia. Esta voz trae su origen del griego Sylao que significa prender, arrancar o sacar con violencia. No se podía verificar, sin cometer un sacrilegio, arrancar o sacar con violencia a un hombre del asilo en que se había refugiado.
Los templos, los altares, las estatuas de los dioses o de los héroes y sus sepulcros eran entre los antiguos los sitios a que se acogían los que eran abrumados por el rigor de las leyes u oprimidos por la violencia de los tiranos. De todos estos asilos, los templos eran los más sagrados e inviolables. Se suponía que los mismos dioses se encargaban de castigar a los criminales que llegaban a colocarse por este medio bajo su dependencia inmediata y se consideraba como una impiedad el querer quitarlos del cuidado de la venganza. 
En la antigüedad, se concedía así la impunidad a los criminales aun los más culpables ya fuese por superstición o bien para poblar las ciudades por este medio. Así fue en efecto como Tebas, Atenas y Roma se llenaron de habitantes: prueba bastante sensible de la multitud de crímenes que se cometían en aquel tiempo.
Los israelitas tenían algunas ciudades de refugio que el mismo Dios les había designado mas estas no eran un asilo seguro sino para los que habían cometido un crimen por inadvertencia, por un caso fortuito e involuntario, y no para los que se habían hecho culpables con deliberado propósito.

## Historia
Joseph Bingham en su Orígenes eclesiásticos lib. 8, cap. 11 v. 3 opina que el derecho de asilo en las iglesias cristianas tuvo principio en tiempo del emperador Constantino. Observa que en su origen este privilegio no se concedió ni para poner a los criminales al abrigo de las persecuciones de la justicia, ni para disminuir la autoridad de los magistrados, ni para eludir las leyes sino para auxiliar a los inocentes acusados y perseguidos injustamente, dejar a los jueces tiempo para examinar con madurez los casos inciertos y dudosos, poner los acusados a cubierto de la venganza y vías de hecho y últimamente, para dar lugar a los obispos a interceder por los culpables lo cual hacían con frecuencia. 
No debe pues sorprender el que los sucesores de Constantino confirmaran este derecho de asilo, ni que los pastores de la Iglesia le sostuvieran con energía. En las obras de San Juan Crisóstomo vemos un ejemplo notable de esto mismo. Un favorito del emperador Arcadio, llamado E'ilropio, había sugerido a este príncipe el suprimir el derecho de asilo y bien pronto él mismo en desgracia y perseguido por enemigos poderosos, se vio reducido a refugiarse en una Iglesia y a buscar su salvación abrazándose al altar. Este acontecimiento dio a San Juan Crisóstomo motivo para un discurso muy elocuente sobre la vanidad de las grandezas humanas y sobre la justicia de los decretos de la Providencia. Op., t.3, p. 381.
Cuando los emperadores Honorio y Teodosio arreglaron y moderaron el derecho de asilo, los obispos y los monjes tuvieron cuidado de señalar una extensión de terreno que fijaba los límites de la jurisdicción secular. Poco a poco, los conventos se convirtieron en una especie de fortalezas donde los criminales se ponían a cubierto del castigo insultando a los magistrados. Este privilegio se extendió después no solamente a las iglesias y cementerios sino también a las casas de los obispos porque no era posible que un criminal pasase su vida en una iglesia donde no podía hacer decentemente muchas de las funciones animales. Pero en fin, los asilos fueron despojados insensiblemente de sus inmunidades porque ya no servían sino para favorecer el pillaje y multiplicar los delitos. No obstante debemos convenir en que si los asilos han puesto muchos culpables a cubierto del castigo que justamente merecían, han salvado también la vida a un gran número de inocentes injustamente perseguidos por los furores de la venganza. En los tiempos desgraciados en que las venganzas particulares se reputaban permitidas, cuando no se conocía otra ley que la del más fuerte, era de absoluta necesidad tener lugares de refugio contra la violencia de los señores siempre armados. Este triste recurso no ha dejado de ser necesario más que cuando la autoridad de nuestros reyes, la civilización de los pueblos y la jurisdicción de los tribunales y magistrados han estado sólidamente establecidas.

## Asilos célebres
En Inglaterra había muchos de estos asilos o santuarios; el más nombrado estaba en Biberly con esta inscripción. 
Haec sedes lapidea freed stool dicitur, id est pacis cathedra, ad quam reus fugiendo perveniens omnimodam habet securitatem.
En Francia, la iglesia de San Martín de Tours ha sido largo tiempo un asilo inviolable. Las franquicias concedidas a las iglesias en Italia se asemejaban mucho al derecho de asilo pero han sido abolidas.
Carlomagno dio el primer paso para la supresión de los asilos prohibiendo que se llevase de comer a los criminales refugiados en las iglesias.